# Erhard Wunderlich
Erhard Wunderlich, född 14 december 1956 i Augsburg, död 4 oktober 2012 i Köln, var en tysk handbollsspelare. Han var 2,04 meter lång, högerhänt och spelade i anfall som vänsternia. Han vann silver med västtyska landslaget i 1984 års olympiska spel i Los Angeles.

## Klubbar
- FC Augsburg (–1976)
- VfL Gummersbach (1976–1983)
- FC Barcelona (1983–1984)
- TSV Milbertshofen (1984–1989)
- VfL Bad Schwartau (1989–1991)
- TSV Milbertshofen (1993)